# Anton von Wolszlegier
Anton von Wolszlegier (Schönfeld, 14 marzo 1843 o 1853 – Konitz, 5 gennaio 1922) è stato un presbitero e politico tedesco, membro del Reichstag.

## Biografia
Anton Johannes Nepomucenus von Wolszlegier nacque nel 1843 o 1853.
Wolszlegier frequentò il ginnasio reale di Konitz (odierna Chojnice) fino al 1873, dopodiché studiò filosofia, filologia e teologia presso le università di Breslavia, Innsbruck, Würzburg e Monaco. Ottenne il dottorato in teologia all'Università di Würzburg nel 1879 e fu ordinato sacerdote dal vescovo von Stein a Würzburg nello stesso anno. In seguito fu prima assistente presso la cancelleria episcopale di Pelplin, poi amministratore parrocchiale a Czersk e dal 1884 direttore del seminario sacerdotale di Jacobsdorf. Nel 1892 divenne parroco a Gilgenburg. È stato attivo in molti modi nel campo delle cooperative e dello sviluppo delle associazioni di agricoltori.
Nel 1893, il comitato elettorale locale polacco nel collegio del Reichstag Regierungsbezirk Königsberg 9 propose al Partito conservatore tedesco un'alleanza elettorale con un candidato comune contro il Partito di Centro, che dominava il collegio elettorale. La proposta fu respinta dai conservatori, così al primo scrutinio, Wolszlegier ottenne il 32,5%, mentre il candidato del Centro Justus Rarkowski il 47,4% dei voti. Il candidato conservatore era stato sconfitto. Nel ballottaggio, allora necessario, Wolszlegier venne sostenuto dai Nazional Liberali e dai Conservatori tedeschi, nonché da "tutti i pastori protestanti della zona" e "dall'intera burocrazia protestante" contro il candidato del Centro e vinse con il 54,9%. Va precisato che Wolszlegier in precedenza aveva preso impegni elettorali con i partiti che lo sostenevano. Dal 1893 al 1898 fu membro del Reichstag tedesco e parte del gruppo polacco. Tra il 1896 e il 1898 fu anche membro della Camera dei Rappresentanti prussiana.